# Classic Arts Showcase
Classic Arts Showcase («Muestras de Artes Clásicas» en inglés), más conocido como ARTS, es un canal de televisión en los Estados Unidos que promociona obras de arte clásicas. El programa de televisión incluye contenido mediático preparado y actuaciones grabadas en vivo. 
Es un canal no comercial de 24 horas que transmite una mezcla de varias artes clásicas incluyendo animación, arte arquitectónico, ballet, música de cámara,  música coral, danza, arte popular, arte museográfico, teatro musical, opera, orquesta, recital,  solo instrumental, solo vocal, y obras teatrales, así como películas clásicas y archivos documentales.
Se autodescribe en su sitio web como el "MTV del arte clásico", el canal presenta artistas de renombre, tanto profesionales como aficionados, así como muchas actuaciones y videos poco comunes e independientes. Una mezcla de diferentes videoclips de ocho horas de duración se prepara semanalmente y se repite tres veces al día. El texto que se muestra en la pantalla proporciona detalles sobre la grabación y alienta a los espectadores a obtener inspiración y "...salir y disfrutar del buffet de las artes disponibles en su comunidad". La explicación para no proporcionar una lista de su programación es que sienten que la sorpresa es una táctica efectiva para alentar al público a ver lo que no les resulta familiar.
El canal empezó el 3 de mayo de 1994 y está completamente financiado por la fundación Lloyd E. Rigler - Lawrence E. Deutsch. No solicita ningún financiamiento externo. Lloyd Rigler murió en el 2003, pero dejó al menos veinte años de financiación para el canal. CAS se ofrece de forma gratuita a cualquier emisor, o canal público, educativo y de acceso del gobierno, en un sistema de televisión por cable que solicite una trasmisión. CAS se transmite en más de 500 canales en los Estados Unidos, y algunos en Canadá. CAS no publica información sobre los canales en otros países.